# Telmatoscopus daedalus
Telmatoscopus daedalus är en tvåvingeart som beskrevs av Quate 1959. Telmatoscopus daedalus ingår i släktet Telmatoscopus och familjen fjärilsmyggor. Inga underarter finns listade i Catalogue of Life.